# Chocimino
Chocimino [xɔt͡ɕiˈminɔ] (tiếng Đức: Gutzmin) là một ngôi làng thuộc khu hành chính của Gmina Polanów, thuộc quận Koszalin, West Pomeranian Voivodeship, ở phía tây bắc Ba Lan. Nó nằm khoảng 6 kilômét (4 mi)   phía nam Polanów, 35 km (22 mi) phía đông nam Koszalin và 155 km (96 mi) về phía đông bắc của thủ đô khu vực Szczecin.
Trước năm 1945, khu vực này là một phần của Đức. Đối với lịch sử của khu vực, xem Lịch sử của Pomerania.

## Cư dân đáng chú ý
- Dubislav Gneomar von Natzmer (1654-1739), người Đức